# 宁官站
宁官站，位于中华人民共和国辽宁省沈阳市铁西区，是沈阳地铁3号线的地铁车站，于2024年12月30日随3号线西段开通启用。
车站工程用名为“浑河六街站”（来源于车站西侧最近的道路名称），最终命名时由于浑河六街较远且与车站不互通，车站名称改为附近地名“宁官”。

## 车站结构
宁官站位于开发二十二号路（规划）与规划路交叉口东侧，车站为高架三层站体，1层为出入口，2层为站厅层，3层为站台层，设有两个侧式站台。
车站西侧设置有一组渡线，可供列车进行折返使用。

### 车站楼层
| 3层               | 站台   | \| 側式 · 開右邊车门 \| \| \| \| \| \| █ 3号线往李达（工业大学） \| \| \| \| █ 3号线往南李官（余良） \| \| 側式 · 開右邊车门 \| \| \| |
| 2层               | 站厅层 | 乘客服务中心、自动售票机、自动售货机、安检                                                                                            |
| 1层               | 出入口 | 出入口 |
| 側式 · 開右邊车门 |        | |
|                   |        | █ 3号线往李达（工业大学） |
|                   |        | █ 3号线往南李官（余良） |
| 側式 · 開右邊车门 |        | |

### 车站出口
车站共设置4个出入口，A1出入口及A2出入口位于开发二十二号路西北侧；B1及B2出入口位于开发二十二号路东南侧。通往地面的无障碍电梯位于A1及A2出入口之间。
| 出口编号     | 出口指示                        | 建议前往的目的地                           | 照片 |
| ------------ | ------------------------------- | ------------------------------------------ | ---- |
| 出口 · A · 1 | 开发二十二号路 路北             | 开发二十二号路西北侧                       |      |
| 出口 · A · 2 | 开发二十二号路 路北 经四路 路西 | 开发二十二号路西北侧                       |      |
| 出口 · B · 1 | 开发二十二号路 路南             | 开发二十二号路东南侧                       |      |
| 出口 · B · 2 | 开发二十二号路 路南             | 开发二十二号路东南侧、沈阳沈西热电有限公司 |      |

## 利用情况
本站虽名为“宁官”但远离传统的宁官居住区，且车站附近住户及工厂均较少，因此车站客流较低。

## 接驳交通
本站暂无常规公交接驳。

## 历史
- 2024年12月30日 - 本站随3号线开通启用。